# مران لبدي
المُران اللبدي (باللاتينية: Fraxinus tomentosa) نوع نباتي ينتمي إلى جنس المُران من الفصيلة الزيتونية.

## الموئل والانتشار
ينتشر هذا النوع في وسط الولايات المتحدة.